# Романелли, Карла
Карла Романелли (итал. Carla Romanelli; 23 августа 1949, Ареццо) — итальянская актриса
 театра, кино и телевидения.

## Биография
Не имея актёрского образования, дебютировала в конце 1960-х годов с нескольких ролей в эротических фильмах («Лесбос - Высшая школа любви», 1969) и эротических комедиях, таких как греческий фильм «Erotas dihos synora», 1970. Сыграла свою первую главную роль в 1972 году в секс-комедии Una cavalla tutta nuda («Обнаженная кобыла»). В спагетти-вестерне «Беспощадная рука закона» (1973) играла вместе с Клаусом Кински.
С 1970 по 1975 год изучала актёрское мастерство в римской театральной школе Ферзена. С 1975 по 1978 год совершенствовала мастерство в Актёрской студии Лос-Анджелеса.
Актриса за свою кинокарьеру играла в ролях различного масштаба: от вестернов и детективов до эротических комедий, снималась в сериалах и на телевидении. В 1990-е годы сосредоточилась в основном на театральной деятельности.
В 1970 году вышла замуж за американского сценариста и кинорежиссера Джона Кроутера.  В 1970-х годах  провела много времени в Венгрии, имея романтические отношения с кинематографистом Элемером Рагайи, затем была близка с актёром Шандором Лукачем. 
Снялась в 34 фильмах.

## Избранная фильмография
- 1983 — Убийца полицейских
- 1983 — Одинокая леди
- 1979 — Игра в четыре руки — Джина, подельница Дюпре
- 1979 — Граф Монте-Кристо — Мерседес Эррера
- 1977 — Казанова и компания — эпизод (нет в титрах)
- 1977 — Высоконравственная ночь — Белла
- 1976 — Воспоминание о курорте — итальянка Олашно
- 1975 — Секреты чувственной медсестры
- 1974 — Степной волк — Мария
- 1973 — Раскалённый Милан — Вирджиния
- 1972 — Меня зовут Шанхайский Джо — Кристина
- 1969 — Четвёртая стена
- 1968 — Женщины и берсальеры — Карла